# Atanyproctus opacipennis
Atanyproctus opacipennis är en skalbaggsart som beskrevs av Rudolph Petrovitz 1968. Atanyproctus opacipennis ingår i släktet Atanyproctus och familjen Melolonthidae. Inga underarter finns listade.